# Karl Schwedhelm (Schriftsteller)
Karl Schwedhelm (* 14. August 1915 in Berlin; † 1988 in Braunsbach-Steinkirchen) war ein deutscher Literaturjournalist, Lyriker, Übersetzer, Essayist und Herausgeber.

## Leben
Schwedhelm studierte Neuere Deutsche Literaturgeschichte. Er war als Soldat im Zweiten Weltkrieg eingesetzt. Seit 1947 war er Lektor beim Süddeutschen Rundfunk. Von 1955 bis 1978 leitete er dessen Literaturabteilung. Seit 1973 war Schwedhelm Mitglied der Akademie der Wissenschaften und der Literatur in Mainz.
Schwedhelm pflegte berufliche und private Kontakte zu fast allen bedeutenden deutschsprachigen Schriftstellern der fünfziger bis siebziger Jahre u. a. zu Gottfried Benn, Paul Celan, Claire Goll, Wilhelm Lehmann und Nelly Sachs. Schwedhelms Korrespondenz wurde wegen ihrer Bedeutung für die Kultur-, Literatur- und Mediengeschichte ihrer Zeit zum Teil innerhalb der Schwedhelm-Werkausgabe des Rimbaud-Verlages ediert und publiziert.
Schwedhelm starb 1988.

## Werk (Auswahl)
Werkausgabe, hg. von Bernhard Albers und Reinhard Kiefer, bislang acht Bände:
- Bd. 1: Fährte der Fische. Sämtliche Gedichte. Hg. u. Anmerkungen v. Bernhard Albers u. Reinhard Kiefer. Nachwort v. Walter Helmut Fritz. Aachen, Rimbaud 1991. ISBN 3-89086-906-8.
- Bd. 2: Anatomie der Illusion. Essays. Hg. u. Anmerkungen v. Bernhard Albers u. Reinhard Kiefer. Aachen, Rimbaud 1991. ISBN 3-89086-907-6.
- Bd. 3: Figur und Zeichen. Essays aus dem Nachlass. Nachwort u. Anmerkungen v. Reinhard Kiefer. Aachen, Rimbaud 1993. ISBN 3-89086-908-4.
- Bd. 4: Gottfried Benn. Essay und Dokumentation. Hg., Anmerkungen u. Nachwort v. Bernhard Albers u. Marc Houben. Aachen, Rimbaud 1995. ISBN 3-89086-875-4.
- Bd. 5: Marceline Desbordes-Valmore: Le premier amour. Die erste Liebe. Ausgewählte Gedichte. Vorwort und übersetzt von Karl Schwedhelm. Nachwort v. Bernhard Albers. Aachen, Rimbaud 1997. ISBN 3-89086-812-6.
- Bd. 6: Nelly Sachs. Briefwechsel und Dokumente. Hg., Anmerkungen u. Nachwort v. Bernhard Albers. Aachen, Rimbaud 1998. ISBN 3-89086-856-8.
- Bd. 7: Freundschaft. Briefe und Texte. Hg. u. Nachwort v. Bernhard Albers. Aachen, Rimbaud 2003. ISBN 3-89086-731-6.
- Bd. 8: Karl Schwedhelm und Wilhelm Lehmann. Briefwechsel und Dokumente 1948–1967. Hg., Anmerkungen u. Nachwort v. Klaus Johann. Mit einem Lebenslauf Karl Schwedhelms v. Sabine Schwedhelm. Aachen, Rimbaud 2007. ISBN 978-3-89086-554-6.